# Pilonema heteromalla
Pilonema heteromalla är en lavart som först beskrevs av Hook. ex Sm., och fick sitt nu gällande namn av William Nylander 1860. 
Pilonema heteromalla ingår i släktet Pilonema och familjen Massalongiaceae.   Inga underarter finns listade i Catalogue of Life.